# Quest for Fire (album)
 (avril 2023).
La mise en forme du texte ne suit pas les recommandations de Wikipédia : il faut le « wikifier ».
Les points d'amélioration suivants sont les cas les plus fréquents. Le détail des points à revoir est peut-être précisé sur la page de discussion.
- Les titres sont pré-formatés par le logiciel. Ils ne sont ni en capitales, ni en gras.
- Le texte ne doit pas être écrit en capitales (les noms de famille non plus), ni en gras, ni en italique, ni en « petit »…
- Le gras n'est utilisé que pour surligner le titre de l'article dans l'introduction, une seule fois.
- L'italique est rarement utilisé : mots en langue étrangère, titres d'œuvres, noms de bateaux, etc.
- Les citations ne sont pas en italique mais en corps de texte normal. Elles sont entourées par des guillemets français : « et ».
- Les listes à puces sont à éviter, des paragraphes rédigés étant largement préférés. Les tableaux sont à réserver à la présentation de données structurées (résultats, etc.).
- Les appels de note de bas de page (petits chiffres en exposant, introduits par l'outil «  Source ») sont à placer entre la fin de phrase et le point final[comme ça].
- Les liens internes (vers d'autres articles de Wikipédia) sont à choisir avec parcimonie. Créez des liens vers des articles approfondissant le sujet. Les termes génériques sans rapport avec le sujet sont à éviter, ainsi que les répétitions de liens vers un même terme.
- Les liens externes sont à placer uniquement dans une section « Liens externes », à la fin de l'article. Ces liens sont à choisir avec parcimonie suivant les règles définies. Si un lien sert de source à l'article, son insertion dans le texte est à faire par les notes de bas de page.
- La présentation des références doit suivre les conventions bibliographiques. Il est recommandé d'utiliser les modèles {{Ouvrage}}, {{Chapitre}}, {{Article}}, {{Lien web}} et/ou {{Bibliographie}}. Le mode d'édition visuel peut mettre en forme automatiquement les références.
- Insérer une infobox (cadre d'informations à droite) n'est pas obligatoire pour parachever la mise en page.

Pour une aide détaillée, merci de consulter Aide:Wikification.
Si vous pensez que ces points ont été résolus, vous pouvez retirer ce bandeau et améliorer la mise en forme d'un autre article.
Albums de Skrillex
Show Tracks
(2019) Don't Get Too Close
(2023)
Quest for Fire est le deuxième album studio de Skrillex, sorti le 17 février 2023, via OWSLA et Atlantic Records. Il fait suite à son album Recess de 2014 et est précédé des singles Rumble (avec Fred Again et Flowdan ), Leave Me Like This (avec Bobby Raps ) et « Xena » (avec Nai Barghouti). Il comprend également des collaborations avec AlunaGeorge, Eli Keszler, Pete Wentz, Starrah, Swae Lee, Noisia, Dylan Brady, Four Tet, Missy Elliott, Mr. Oizo, Porter Robinson et Bibi Bourelly.

## Promotion
L'album est annoncé pour la première fois lorsque Skrillex mis en ligne une vidéo teaser intitulée QFF/DGTC 23 sur ses réseaux sociaux le 1er janvier 2023. Après la sortie de trois singles en janvier et début février, Skrillex annonce l'album le 11 février 2023, téléchargeant également un DJ set de morceaux modifiés de l'album filmé dans son sous-sol sur sa chaîne YouTube le même jour. L'album sort alors que Skrillex se produisait au Poisson Rouge lors de l'un des nombreux spectacles pop-up à travers New York dans les jours précédant son spectacle au Madison Square Garden avec Fred Again .. et Four Tet,.

### Singles
En plus d'inclure le premier single annoncé Rumble (avec Fred Again et Flowdan ), ainsi que les singles suivants de 2023 Leave Me Like This (avec Bobby Raps ) et Xena (avec Nai Barghouti), la liste des morceaux comprend Les singles 2021 de Skrillex Butterflies (avec Starrah et Four Tet ), un remix de « Too Bizarre » (avec Swae Lee et Siiickbrain) et « Supersonic (My Existence) » (avec Noisia, Josh Pan et Dylan Brady ). Ratata avec Missy Elliott et Mr. Oizo devrait sortir en single ; il comprend une interpolation de la chanson Work It d'Elliott en 2002.

## Liste des pistes
| 1.    | Leave Me Like This (with Bobby Raps)                                                 | 3:08 |
| 2.    | Ratata (with Missy Elliott and Mr. Oizo)                                             | 2:06 |
| 3.    | Tears (with Joker and Sleepnet)                                                      |      |
| 4.    | Rumble (with Fred Again and Flowdan)                                                 | 2:26 |
| 5.    | Butterflies (with Starrah and Four Tet)                                              | 3:15 |
| 6.    | Inhale Exhale (with Aluna and Kito)                                                  | 3:25 |
| 7.    | A Street I Know (with Eli Keszler)                                                   | 3:35 |
| 8.    | Xena (with Nai Barghouti)                                                            | 4:11 |
| 9.    | Too Bizarre (Juked) (with Swae Lee, Siiickbrain, and Posij)                          | 3:28 |
| 10.   | Hydrate (with Flowdan, Beam, and Peekaboo)                                           | 3:36 |
| 11.   | Warped Tour '05 with Pete Wentz (with Pete Wentz)                                    | 0:48 |
| 12.   | Good Space (with Starrah)                                                            | 2:12 |
| 13.   | Supersonic (My Existence) (with Noisia, Josh Pan, and Dylan Brady)                   | 2:45 |
| 14.   | Hazel Theme                                                                          | 1:51 |
| 15.   | Still Here (With the Ones That I Came With) (with Porter Robinson and Bibi Bourelly) | 5:12 |
| 45:03 |                                                                                      |      |

- Leave Me Like This contient un sample de Caribbean Queen de Billy Ocean.
- Ratata contient un sample de Positif de M. Oizo.
- Tears extrait à la fois I Never Knew de Deborah Cox et Hydrate de Skrillex, Flowdan, Beam et Peekaboo.
- Rumble contient un sample de Selecta de Skrillex et Beam.
- Inhale Exhale contient un sample de Alone With You de Kito avec AlunaGeorge.
- Xena contient un sample de Ghandara de Nai Barghouti.
- Still Here (With the Ones That I Came With) sample à la fois Time de Snoh Aalegra et Painting Rainbows de Skrillex et Bibi Bourelly.

## Personnel
Musiciens
- Skrillex - programmation (toutes les pistes), programmation de la batterie (1), tous les instruments (3, 5, 6, 8-14), voix (14, 15)
- Joyryde - programmation (1, 2, 6, 7), tous les instruments (1, 6)
- Nai Barghouti - voix supplémentaires (1), voix (8)
- Rachael Nedrow - voix supplémentaire (1)
- Chris Lake - tous les instruments, programmation (1)
- Bobby Raps - voix (1)
- Carlos Sosa - saxophone (2)
- Missy Elliot - voix (2)
- Mr. Oizo - voix (2)
- Beam - voix supplémentaires (3), voix (4, 10)
- Meats (Salamimeats) - voix supplémentaires (3)
- Joker - tous les instruments, programmation, chant (3)
- Sleepnet - tous les instruments, programmation (3)
- Tom Norris - programmation (3)
- Fred Again - tous les instruments (4)
- Elley Duhé - voix (4)
- Flowdan - voix (4, 10)
- Four Tet - tous les instruments, programmation (5)
- Bibi Bourelly - voix (5)
- Jamie xx - tous les instruments, programmation (6)
- Aluna - voix (6)
- Kito - voix (6)
- Eli Keszler - batterie live (7, 13), chant (7)
- Rasha Mosa - voix supplémentaires (8)
- Heavy Mellow - tous les instruments, programmation (9)
- Posij - tous les instruments, programmation (9)
- Rex Kudo - tous les instruments, programmation (9)
- Swae Lee - voix (9)
- Peekaboo - tous les instruments, programmation (10)
- Rogét Chahayed - tous les instruments, programmation (10)
- Pete Wentz - voix (11)
- Starrah - voix (12)
- Noisia - tous les instruments, programmation (13)
- Dylan Brady - tous les instruments, programmation (13)

Technique
- Skrillex - mixage (1-12, 14), mastering (3, 8-11, 14), ingénierie (toutes les pistes)
- Joyryde - mixage, mastering (1, 2, 7)
- Joker - mixage, mastering, ingénierie (3)
- Four Tet - mixage (5)
- Peekaboo - mixage (10)
- ISOxo - mixage, mastering (12)
- Manny Marroquin - mixage (13)
- Luca Pretolesi - mastering (4)
- Mike Bozzi - mastering (5, 13)
- Bernie Grundman - mastering (5)
- Bobby Raps - ingénierie (1)
- Drew Gold - ingénierie (1, 2, 4-6, 9-12, 14)
- Sleepnet - ingénierie (3)
- Fred Gibson - ingénierie (4)
- Flowdan - ingénierie (10)